# Kašmir
Kašmir je regija koji se nalazi na graničnom pojasu Indije, Pakistana i Kine. 
Zauzima planinske terene sjeveroistočnog dijela Karakoruma, Kašmirske doline kao i doline rijeka Inda i Ćenaba, koji se nalaze u zapadnom dijelu Himalajskog masiva.
Danas je Kašmir podijeljen na tri dijela:
- pakistanski, u kojem se nalazi sjeverozapadni dio i Azad Kašmir
- indijski, u kojem se nalazi srednji i južni dio.
- kineski, u kojem se nalazi sjeveroistočni dio.

Službeno, Indija nikada nije potvrdila podjelu Kašmira, dok pakistanska strana smatra Kašmir spornim teritorijem. Kašmirska dolina zauzima oko 7200 km2 površine i nalazi se na oko 1700 metara nadmorske visine.